# Hermocreont (poeta)
Hermocreont (grec antic: Ἑρμοκρέων, llatí: Hermocreon) va ser un poeta de l'antiga Grècia conegut només per ser l'autor de dos simples però elegants epigrames inclosos a l'Antologia grega. L'època en la qual va viure i la seva ciutat originària són desconegudes. Fabricius el recull a laBibliotheca Graeca.